# Hans Geisler (General)

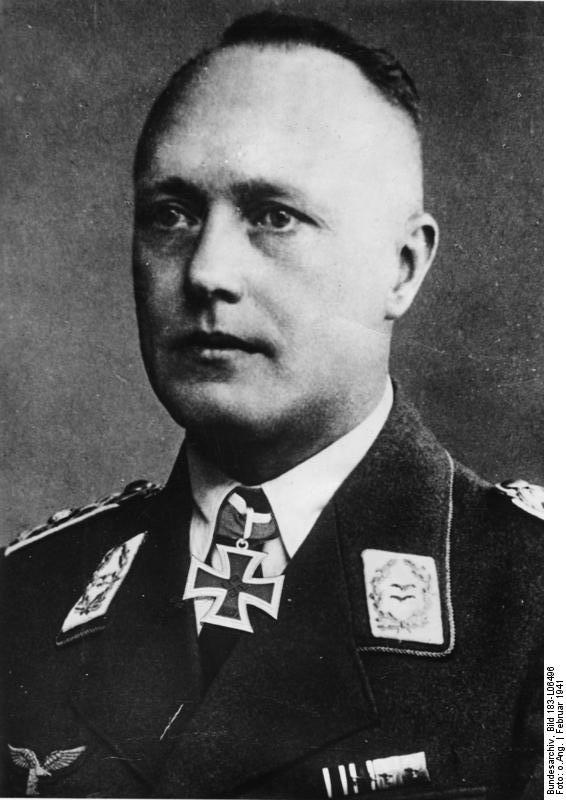
Hans Geisler im Februar 1941

Hans Geisler (* 19. April 1891 in Hannover; † 25. Juni 1966 in Freiburg im Breisgau) war ein deutscher Offizier, zuletzt General der Flieger der Luftwaffe im Zweiten Weltkrieg.

## Leben

### Frühe Jahre und Erster Weltkrieg
Geisler trat am 1. April 1909 als Seekadett in die Kaiserliche Marine ein. Zunächst absolvierte er seine infanteristische Grundausbildung an der Marineschule Mürwik und war anschließend bis Ende März 1910 an Bord des Großen Kreuzers Hertha. Im Anschluss hieran wurde er bis September 1911 wieder an der Marineschule Mürwik unterrichtet und absolvierte diverse Lehrgänge. Zum 1. Oktober 1911 wurde Geisler auf das Linienschiff Nassau versetzt, wo er den Ausbruch des Ersten Weltkriegs erlebte.
Zum 15. Mai 1915 gab Geisler dieses Bordkommando auf und wechselte als Beobachter in die II. Marine-Flieger-Abteilung über, in welcher er bis zum 28. Juni 1916 verblieb. Dann fungierte er in selbiger Position bis 13. Oktober 1917 bei der I. Seefliegerabteilung. Anschließend war Geisler über das Kriegsende hinaus bis zum 9. Januar 1919 als Offizier zur besonderen Verwendung beim Marine-Flugchef Kapitän zur See Heinrich Otto Kranzbühler in Berlin.

### Zwischenkriegszeit
Beförderungen
- 12. April 1910 Fähnrich zur See

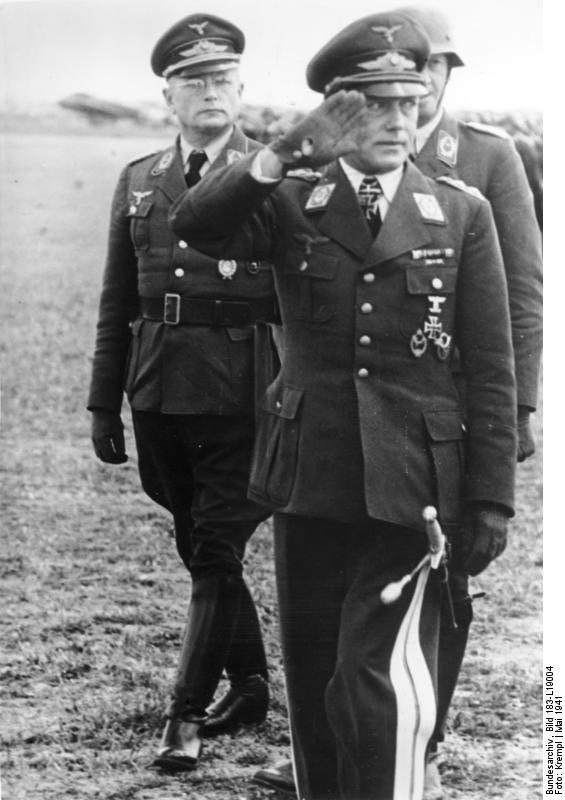
Geisler zu Besuch eines sizilianischen Flugplatzes im Mai 1941.

- 19. September 1912 Leutnant zur See
- 2. Mai 1915 Oberleutnant zur See
- 21. Januar 1920 Kapitänleutnant
- 1. Januar 1928 Korvettenkapitän
- 1. Januar 1933 Fregattenkapitän
- 1. September 1934 Oberst
- 1. April 1937 Generalmajor
- 1. April 1939 Generalleutnant
- 19. Juli 1940 General der Flieger

Nach der Auflösung dieser Dienststelle war Geisler vom 10. Januar 1919 bis 10. September 1920 erneut Beobachter, allerdings bei der Seefliegerabteilung Holtenau. Während dieser Zeit war er zugleich ab 3. Juni 1920 mit der Wahrnehmung der Geschäfte als Kommandeur dieser Abteilung beauftragt. Zum 11. September 1920 wechselte Geisler als Kompanieführer in die Kommandierten-Abteilung der Marinestation der Ostsee, wo er vom 12. Oktober 1920 bis 11. April 1921 als Adjutant eingesetzt war. Am Folgetag, dem 12. April 1921, wurde Geisler, inzwischen im Range eines Kapitänleutnants, wieder ein Bordkommando übertragen. Bis zum 8. November 1921 diente er zunächst in der 6. Minensuch-Halbflottille, bevor er am 9. November 1921 zum Kommandanten des Minensuchbootes M 82 ernannt wurde. Diese Funktion hielt Geisler bis zum 14. September 1922 inne.
Vom 15. September 1922 bis Ende März 1925 diente er wieder als Kompanieführer bei der Schiffsstammdivision der Ostsee. Anschließend stieg er zum 1. April 1925 zum Flieger-Referenten im Stab der Marinestation der Ostsee auf. Ende Oktober 1925 gab Geisler diese Stellung bereits wieder auf und absolvierte hierauf vom 26. Oktober 1925 bis Ende März 1926 die Führergehilfenausbildung. Danach diente Geisler von April 1926 bis Oktober 1928 als Referent in der Flottenabteilung im Marinekommandoamt der Marineleitung der Reichsmarine. Den Posten als Leiter des Funk-Versuchs-Kommandos in Warnemünde hielt Geisler vom 11. Oktober 1928 bis 4. Oktober 1932 inne. Zum 5. Oktober 1932 wurde er zum 1. Offizier des Linienschiffes Schleswig-Holstein ernannt, dessen Aufgaben er bis Ende März 1933 ausfüllte. In dieser Funktion, erfolgte Geislers Beförderung zum Fregattenkapitän am 1. Januar 1933. Anschließend war er vom 3. April bis 31. August 1933 Abteilungsleiter in der Marineabteilung.

### Übertritt zur Luftwaffe und Zweiter Weltkrieg

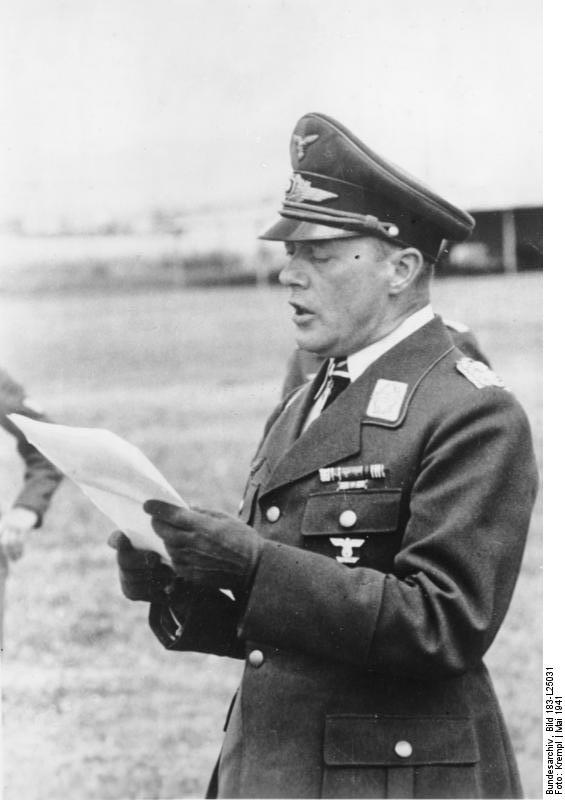
Hans Geisler im Mai 1941 bei der Verleihung von Eisernen Kreuzen.

Zum 1. September 1933 trat Geisler zu der im Aufbau befindlichen Luftwaffe über, wo er bis Ende September 1936 als Chef der Ausbildungsabteilung im Reichsluftfahrtministerium (RLM) eingesetzt wurde. Am 1. Oktober 1935 stieg er dort zum Führer der Marineluftstreitkräfte (FdLuft) auf, dessen Funktion er bis Ende März 1939 innehielt. Anschließend war er vom April bis Mai 1939 Offizier zur besonderen Verwendung beim RLM.
Im Zuge der allgemeinen Mobilmachung war Geisler von Juni bis 4. September 1939 als General zur besonderen Verwendung bei der Luftflotte 2 eingesetzt. Am 5. September 1939 wurde die 10. Flieger-Division geschaffen, deren Kommandeur Geisler bis 2. Oktober 1939 war. An diesem Tag wurde die Division in X. Fliegerkorps umbenannt, dessen Kommandierender General Geisler dann bis Ende August 1942 war. Während dieser Zeit fungierte er zugleich vom 3. Juni bis 20. September 1940 in Vertretung des Chefs des Ausbildungswesens im RLM. Das X. Flieger-Korps nahm unter seinem Kommando am Unternehmen Weserübung teil und wurde anschließend in Norwegen stationiert. Von hier aus griff es in die Luftschlacht um England ein.
Im Dezember 1940 erfolgte die Verlegung nach Sizilien zur Unterstützung der Italiener im Mittelmeer und in Nordafrika. Nach der Besetzung Griechenlands wurde das Korps im Juni 1941 dorthin verlegt, Geislers Hauptquartier befand sich von nun an in Athen. Am 31. August 1942 gab Geisler das Kommando des Korps an den Generalleutnant Otto Hoffmann von Waldau ab und war bis Oktober 1942 erneut Offizier zur besonderen Verwendung beim RLM. Am 31. Oktober 1942 schied Geisler aus dem aktiven Militärdienst aus und wurde bis Kriegsende nicht mehr reaktiviert. Er kam nicht in Kriegsgefangenschaft.

## Auszeichnungen
- Eisernes Kreuz (1914) II. und I. Klasse[1]
- Erinnerungsabzeichen des Marineflugwesens[1]
- Ehrenkreuz des Weltkrieges mit Schwertern
- Wehrmacht-Dienstauszeichnung IV. bis II. Klasse
- Medaille zur Erinnerung an den 1. Oktober 1938
- Medaille zur Erinnerung an die Heimkehr des Memellandes
- Spange zum Eisernen Kreuz II. und I. Klasse
- Nennung im Wehrmachtbericht am 10. April 1940
- Ritterkreuz des Eisernen Kreuzes am 4. Mai 1940[2]
- Deutsches Kreuz in Gold am 20. Oktober 1942[2]